# Antonio María Rouco Varela
Antonio María Rouco Varela (Vilalba, 20 agosto 1936) è un cardinale e arcivescovo cattolico spagnolo.

## Biografia
Riceve l'ordinazione presbiterale il 28 marzo 1959. Ha studiato diritto e teologia a Monaco di Baviera.
Il 17 settembre 1976 è nominato vescovo ausiliare di Santiago di Compostela ed al contempo vescovo titolare di Gergi.
Riceve la consacrazione episcopale il successivo 31 ottobre 1976 dall'arcivescovo Ángel Suquía Goicoechea.
Il 9 maggio 1984 è promosso arcivescovo di Santiago di Compostela.
Il 28 luglio 1994 papa Giovanni Paolo II lo nomina arcivescovo di Madrid.
Viene elevato al rango di cardinale da papa Giovanni Paolo II nel concistoro del 21 febbraio 1998.
È membro della Congregazione per i vescovi, della Congregazione per il clero, della Congregazione per l'educazione cattolica, del Pontificio consiglio per i testi legislativi, del Pontificio consiglio della cultura, del Pontificio consiglio "Cor Unum", del Supremo tribunale della Segnatura apostolica, del Consiglio Speciale per l'Europa della Segreteria Generale del Sinodo dei Vescovi e del Consiglio dei Cardinali per lo studio dei problemi organizzativi ed economici della Santa Sede.
Nel 2008 è eletto presidente della Conferenza Episcopale Spagnola, dopo esserlo stato dal 1999 al 2005.

e docente di diritto canonico, l'8 novembre 2006 è nominato membro della sezione teologica della Real Academia de Doctores de España.
Nel 2011 dirige e organizza la XXVI Giornata mondiale della gioventù, accogliendo nella capitale spagnola papa Benedetto XVI. In questo anno è stata fondata anche l'Università di San Dámaso.
Il 12 marzo 2014 termina l'incarico di presidente della Conferenza episcopale spagnola; gli succede l'arcivescovo Ricardo Blázquez Pérez, già presidente della Conferenza episcopale nel triennio 2005-2008.
Dal 28 agosto 2014 è arcivescovo emerito della capitale spagnola, dopo aver raggiunto il limite d'età previsto per i vescovi.
Il 13 giugno 2016 riceve la laurea honoris causa dalla Facoltà di Scienze Sociali e della Comunicazione dell'Università Cattolica Sant'Antonio di Murcia.
Il 20 agosto dello stesso anno, al compimento dell'80º anno di età, esce dal novero dei cardinali elettori.
È stato portatore di una linea teologica ortodossa, avversa alla riforme del Governo Zapatero e all'indipendentismo della Catalogna.

## Genealogia episcopale e successione apostolica
La genealogia episcopale è:
- Cardinale Scipione Rebiba
- Cardinale Giulio Antonio Santori
- Cardinale Girolamo Bernerio, O.P.
- Arcivescovo Galeazzo Sanvitale
- Cardinale Ludovico Ludovisi
- Cardinale Luigi Caetani
- Cardinale Ulderico Carpegna
- Cardinale Paluzzo Paluzzi Altieri degli Albertoni
- Papa Benedetto XIII
- Papa Benedetto XIV
- Papa Clemente XIII
- Cardinale Marcantonio Colonna
- Cardinale Giacinto Sigismondo Gerdil, B.
- Cardinale Giulio Maria della Somaglia
- Cardinale Carlo Odescalchi, S.I.
- Cardinale Costantino Patrizi Naro
- Cardinale Serafino Vannutelli
- Cardinale Domenico Serafini, Cong. Subl. O.S.B.
- Cardinale Pietro Fumasoni Biondi
- Cardinale Antonio Riberi
- Cardinale Ángel Suquía Goicoechea
- Cardinale Antonio María Rouco Varela

La successione apostolica è:
- Cardinale Ricardo Blázquez Pérez (1988)
- Arcivescovo Julián Barrio Barrio (1993)
- Arcivescovo Fidel Herráez Vegas (1996)
- Vescovo César Augusto Franco Martínez (1996)
- Vescovo Eugenio Romero Pose (1997)
- Arcivescovo Jesús Sanz Montes, O.F.M. (2003)
- Vescovo Gregorio Martínez Sacristán (2007)
- Vescovo Juan Antonio Martínez Camino, S.I. (2008)
- Vescovo Alfonso Carrasco Rouco (2008)
- Arcivescovo Carlos Manuel Escribano Subías (2010)
- Vescovo José Luis Del Palacio y Pérez-Medel (2012)